# Piper cingens
Piper cingens är en pepparväxtart som beskrevs av C. Dc.. Piper cingens ingår i släktet Piper och familjen pepparväxter. Inga underarter finns listade i Catalogue of Life.